# Lophobius lasalanus
Lophobius lasalanus är en mångfotingart som beskrevs av Chamberlin 1928. Lophobius lasalanus ingår i släktet Lophobius och familjen stenkrypare. Inga underarter finns listade i Catalogue of Life.